# God of War II
God of War II (с англ. — «Бог Войны 2») — видеоигра в жанре hack and slash, разработанная компанией SIE Santa Monica Studio и изданная Sony Computer Entertainment. Вторая часть в серии игр God of War и шестая часть в хронологическом порядке. Была выпущена весной 2007 года для консоли PlayStation 2 (далее PS2). Игра основана на греческой мифологии и, вследствие этого, действие игры проходит в Древней Греции. Игрок управляет главным героем Кратосом, новым богом войны, который убил первого бога, Ареса. Зевс, король богов-олимпийцев, предаёт Кратоса, лишает его божественности и убивает его. Однако из Подземного мира Кратоса спасает Гея, которая просит его найти Сестёр Судьбы, поскольку они могут позволить ему путешествовать во времени, предотвратить его убийство и отомстить Зевсу.
Геймплей похож на оный в первой части и сосредоточен на сериях комбо-ударов, достигаемых с помощью основного оружия игрока, Клинков Афины, и вторичного оружия, которым является любое оружие, найденное по ходу игры. В игровом мире присутствует большое количество QTE-event’ов. В качестве альтернативных вариантов боя игрок может использовать до четырёх магических атак и способности к усилению. В God of War II есть головоломки и элементы платформера. Данная часть серии отличается от предшествующей улучшенными головоломками и в четыре раза большим количеством боссов.
God of War II признана одной из лучших игр для PS2 и одной из лучших экшн-игр 2007 года и стала игрой года на PlayStation 2 на церемонии Golden Joystick Awards. Игра была самой продаваемой игрой в Великобритании в течение недели после её выпуска. Было продано 4,24 млн копий God of War II по всему миру.
В ноябре 2009 года на PlayStation 3 (далее PS3) и в составе God of War Collection вышла обновлённая God of War II с улучшенной графикой. 28 августа 2012 года была снова обновлена и выпущена в составе God of War Saga.

## Игровой процесс
God of War II — это однопользовательская видеоигра от третьего лица с фиксированной камерой. Игрок управляет Кратосом, который прыгает по платформам, решает головоломки и сражается с противниками. В игре появилось больше различных комбо-атак и головоломок по сравнению с первой частью. Некоторые загадки достаточно простые, такие как перемещение ящика, чтобы игрок мог использовать его в качестве точки с которой можно допрыгнуть какого-либо места, до которого нельзя допрыгнуть с обычным прыжком. В то же время другие головоломки более сложные, например, найти несколько предметов в разных областях игрового мира для того, чтобы открыть дверь. Часть головоломок приходится решать прямо во время боя. В God of War II требуется карабкаться по стенам и лестницам, прыгать через пропасти, качаться на верёвках и балансировать на балках. Кроме этого, можно летать на пегасе, а ближе к концу игры главный герой получает крылья Икара, которые позволяют ему парить в воздухе. Всего в игре 26 уровней. Игрок погибает при опустошении шкалы здоровья, которое уменьшается из-за ударов врагов или падений с большой высоты.
Главным оружием в игре являются Клинки Афины, но, делая успешные комбо, можно получить специальные красные шары («орбы»), которые позволяют улучшать имеющееся оружие и магию.. Бои с противниками построены на быстром нажатии клавиш, а со многими крупными противниками и мини-боссами нужно проводить так называемый «финишный удар». Для того, чтобы его выполнить, надо быстро нажимать некоторую последовательность клавиш.
По игровому миру разбросаны сундуки, которые дают различные бонусы, восстанавливают здоровье и магию. Также есть три особых «убер-сундука», которые дают дополнительное здоровье и увеличивают урон по врагам.

## Синопсис

### Сеттинг
Действие игры происходит в сеттинге Древней Греции. Часть противников являются персонажами греческой мифологии, такие как гарпии, минотавры, горгоны, грифоны, циклопы, церберы, сирены, сатиры и нимфы, другая часть противников была создана специально для игры, в том числе нежить-легионеры, вороны, варвары, чудовища лордов, бешеные псы, кабаны и армия Сестёр Судьбы, в том числе часовые, стражи, джаггернауты и первосвященники.
Действие игры (за исключениям воспоминаний Кратоса) происходит во временном отрезке между God of War: Betrayal и God of War III. Локации являются как реальными (город Родос, гора Олимп), так и взятыми из мифов (Тартар, логово Тифона).

### Персонажи
Главный герой игры — Кратос, спартанский воин, который стал богом войны после убийства Ареса. Среди других персонажей — Афина, богиня мудрости; Зевс, король богов и главный антагонист. Несколько титанов, в том числе Гея, Атлас, Прометей и Кронос; герои Тесей и Персей; Тифон; обезумевший Икар, Горгона Эвриала; Сестры Судьбы: Лахесия, Атропос и Клото. Остальные незначительные персонажи, включая капитана лодки и лояльного к Кратосу спартанского солдата (в игре помечен как «Последний спартанец»). Жена Кратоса Лизандра и их дочь Каллиопа появляются в воспоминаниях Кратоса. Боги Аид и Посейдон появляются в воспоминаниях о Титаномахии.

### История
Кратоса, нового бога войны, все ещё преследуют кошмары прошлого, и он избегает других богов. Не обращая внимания на предупреждения Афины, Кратос присоединяется к спартанскому войску в нападении на Родос, в ходе которого гигантский орёл внезапно лишает его некоторой части божественной силы и оживляет Колосса Родосского. Во время борьбы Кратоса со статуей, Зевс заявляет, что поможет Кратосу и предлагает ему Меч Олимпа, легендарный клинок с колоссальной силой, чтобы победить Колосса, требуя, чтобы Кратос наполнил меч оставшейся частью его божественной силы. Кратос вливает всю свою оставшуюся божественную мощь в клинок и вновь становится смертным, но он всё же побеждает Колосса, однако Колосс успел его тяжело ранить, из-за чего броня Кратоса оказалась полностью разрушена. Оказывается, что орёл и был Зевсом, который заявляет, что он был вынужден вмешаться, когда Афина отказалась это сделать. Зевс затем предоставляет Кратосу последнюю возможность быть верным богам, но Кратос отказывается. Зевс убивает его Мечом Олимпа и взмахом клинка уничтожает спартанскую армию.
Кратос медленно уходит в подземный мир, но его спасает Гея, Богиня Земли, Мать Титанов. Гея рассказывает Кратосу, что однажды воспитывала молодого Зевса, который в конечном итоге предал всех Титанов как месть за жестокость, причинённую его братьям и сёстрам отцом Зевса Кроносом. Она поручает Кратосу найти Сестёр Судьбы, которые могут изменить время, предотвратить его смерть и позволить ему отомстить Зевсу. С помощью Пегаса Кратос находит логово сына Геи Тифона. Заключённый под гору, Тифон злится приходу Пегаса, заставляя Кратоса идти пешком. Кратос встречает титана Прометея, который прикован цепями и подвергается вечным мукам из-за добычи огня человечеству. Прометей рассказывает Кратосу свою историю и просит освободить его от мучений, поэтому Кратос противостоит Тифону и забирает его волшебный лук, ослепив его, а затем использует новообретённое оружие, чтобы избавить Прометея от страданий, тот падает в огонь и окончательно умирает, в конце концов освободившись от вечных пыток. Эта жертва освобождает силу Титанов, которую Кратос поглощает и использует, чтобы освободить Пегаса, а затем улететь на нём на Остров Творения.
Перед тем, как добраться до острова, Кратос сражается с Тесеем и убивает его, чтобы разбудить гигантские каменные «Ворота времени» — подарок Сестрам Судьбы от Кроноса в попытке изменить свою судьбу — которые перекрывают Кратосу путь на остров. Там Кратос встречает и наносит поражение нескольким противникам, некоторые из которых также ищут Сестер Судьбы, включая короля варваров, Горгону Эвриалу, Персея и Икара. В конце концов он встречает заключённого им же самим в тюрьму Атласа. Атлас поначалу хотел убить Кратоса за то, что тот когда-то заключил его в тюрьму, но после того, как Кратос объяснил Атласу, что хочет отомстить Зевсу за предательство, Атлас рассказывает историю Меча Олимпа, в котором ныне заключена божественная мощь Кратоса, и что Гея и другие титаны также мстят Зевсу за своё поражение в Великой войне. Атлас также дарит свою силу Призраку Спарты и рассказывает, что Меч Олимпа является ключом к победе над Зевсом, после чего помогает Кратосу добраться до Дворца Судьбы.
Уклонившись от ловушек и победив большое количество врагов, в том числе Кракена, Кратос встречает невидимого врага, который, как выяснилось, является выжившим спартанским солдатом. Перед смертью солдат сообщает Кратосу, что Зевс уничтожил Спарту во время отсутствия Кратоса. Возмущённый, Кратос освобождает феникса и сталкивается с двумя Сёстрами Судьбы: Лахесис и Атропос. После того, как они отказались выполнять его просьбу изменить время, Кратос сражается с ними. Во время этой битвы Сёстры пытаются изменить исход битвы Кратоса с Аресом, но Кратос убивает их обеих, а затем противостоит оставшейся Сестре, Клото. Потом он убивает и её, после чего забирает «Нить судьбы», чтобы вернуться к тому моменту, когда Зевс предал его.
Кратос удивляет Зевса, забирает Меч Олимпа и, наконец, ранит его. Афина вмешивается в их поединок и умоляет Кратоса остановиться, поскольку, убив Зевса, он уничтожит Олимп. Кратос игнорирует её и пытается убить Зевса, но вместо этого случайно убил Афину, а Зевс сбежал. Перед смертью Афина рассказывает Кратосу, что он на самом деле сын Зевса. Зевс боялся, что его сын узурпирует Зевса, как Громовержец когда-то сам узурпировал своего собственного отца, Кроноса. Кратос заявляет, что правление богов заканчивается, а затем возвращается во времени и спасает титанов непосредственно перед их поражением в Великой войне. Он возвращается с титанами к настоящему, и боги наблюдают, как их некогда павшие враги поднимаются на гору Олимп. Кратос, стоящий на спине Геи, заявляет, что он привёл титанов разрушить Олимп.

## Разработка
Игра была официально анонсирована на Game Developers Conference в 2006 году. Дэвид Яффе, художественный руководитель первой части, объявил о том, что он уходит с данного поста и будет работать над второй частью серии в качестве геймдизайнера. В июне 2006 года, было объявлено, что руководить разработкой будет Барлог, Кори.
Как и в первой God of War, в игре используется движок Kinetica от Santa Monica Studio. Главный дизайнер боёв Дерек Дэниелс в интервью сказал, что они работали над тем, чтобы на решение головоломок и бои игрок тратил одинаковое время. Дэниелс заметил, что в отличие от God of War, где магия играла небольшую роль, в God of War II их целью было сделать магию неотъемлемой частью боевой системы и сделать её более утончённой. Барлог заявил, что в игре будут представлены новые существа и герои из мифологии.
В интервью IGN в феврале 2007 года Барлог сказал, что его цель состоит в том, чтобы продолжить в God of War II историю предыдущей игры, расширить вселенную и показать ещё больше эпических моментов и битв. Он сообщил, что они много чего добавили к игре по сравнению с первой частью, но она всё равно не сильно отличается от предыдущей игры. Множество масштабных эпических моментов было переработано «так, чтобы каждое сражение вы действительно ощущали эпическим и уникальным». Барлог также намекнул, что будет сделано ещё одно продолжение: «история ещё не завершена, конец только начался».
В другом интервью IGN Яффе и Барлог отметили, что они не рассматривают God of War II как продолжение предыдущей игры. Яффе сказал, что они не хотели включать в заголовок номер 2 (II). И Яффе, и Барлог сообщили, что причина появления God of War II на PS2 вместо PS3, которая была выпущена за четыре месяца до God of War II, была связана с тем, что «на PS2 уже есть 100 миллионов человек, которые смогут играть в God of War II, как только он запустится». Барлог заверил, что игра будет воспроизводиться и на PS3, которая поддерживает обратную совместимость с PS2.

### Озвучивание
Четверо актёров из предыдущей игры вернулись к озвучиванию своих ролей во второй части, включая Терренса Карсона и Кита Фергюсона, которые озвучили Кратоса и капитана лодки соответственно. Линда Хант вернулась как рассказчик, а Кэрол Руджер вернулась в роли Афины. Пол Эйдинг, который озвучил Зевса и могильщика в прошлой части, и Фред Таташор, который озвучил Посейдона, вернулись, но не повторили эти роли и вместо этого озвучили Тесея и Тифона соответственно. Кори Бёртон взял на себя роль Зевса. Известные актёры Майкл Кларк Дункан и Ли-Эллин Бейкер озвучивали Атласа и Лахесию соответственно, а актёр Гарри Хэмлин озвучил Персея.

## Выпуск
God of War II была выпущена в Северной Америке 13 марта 2007 года, в Европе 27 апреля и в Австралии 3 мая. В Японии игра была выпущена 25 октября компанией Capcom, под названием God of War II: Shūen no Jokyoku (яп. ゴッド・オブ・ウォーII 終焉への序曲). Североамериканская версия была упакована в двухдисковый набор, в котором первый диск содержал игру, а второй диск был посвящён разработке игры, включая дневник производства игры. Европейско-австралийская версия игры была выпущена в двух различных вариантах: однодисковая стандартная и двухдисковая «Special Edition» с различными графическими изображениями и бонусным DVD. 6 апреля 2008 года «Special Edition» стал доступен в серии Greatest Hits на PS2.
После выпуска God of War II стала коммерчески успешной на нескольких рынках. В Северной Америке было продано 833 тысячи копий к концу марта 2007 года. В то же время игра была самой продаваемой в Великобритании в первую неделю продаж. Было продано более 1 млн копий в течение первых трёх месяцев после выпуска, а в июне 2012 года компания Sony сообщила о продаже более 4,24 млн копий по всему миру.
Игра была выпущена в Северной Америке 17 ноября 2009 года в составе God of War Collection, где были представлены обновлённые портированные версии обеих игр для платформы PS3 с улучшенной графикой и поддержкой трофеев PS3. God of War Collection стала доступна в Японии 18 марта, в Австралии 29 апреля и Великобритании 30 апреля 2010 года. 6 мая 2014 года была выпущена версия God of War Collection для PlayStation Vita. К июню 2012 года God of War Collection продалаcь тиражом более 2,4 млн копий по всему миру. 28 августа 2012 года God of War Collection, God of War III и God of War: Origins Collection были включены в сборник God of War Saga под линейкой PlayStation Collection для PS3 в Северной Америке.

### Маркетинг
Демодиск God of War II был доступен для всех игроков, которые предзаказали игру. 1 марта 2007 года Sony в рамках маркетинговой кампании игры провела в Афинах медиа-мероприятие, в котором приняли участие модели с обнажённой грудью и мёртвый козёл. В следующем месяце редакция газеты Daily Mail, узнавшая о событии из британского журнала PlayStation Official Magazine, который опубликовал фотографии с мероприятия, назвала произошедшее «развратным рекламным трюком». В ответ представители из Sony сказали, что событие было сильно гиперболизировано и статья содержала несколько неточностей, но извинилась за это событие, хотя при этом решила остановить распространение PlayStation Official Magazine, чтобы удалить двухстраничный раздел из 80 000 экземпляров.

## Саундтрек
10 Апреля 2007 года God of War II: Original Soundtrack from the Video Game, составленный Жераром Марино, Майком Риганом, Роном Фишем и Крисом Веласко был издан на CD (продолжительность — 66 минут 41 секунда). В марте 2010 года саундтрек был выпущен как часть God of War Trilogy в God of War III Ultimate Edition.
| №   | Название                           | Музыка                | Длительность |
| --- | ---------------------------------- | --------------------- | ------------ |
| 1.  | «Main Titles»                      | Marino                | 2:59         |
| 2.  | «The Glory of Sparta»              | Reagan                | 3:10         |
| 3.  | «The Way of the Gods»              | Marino                | 2:13         |
| 4.  | «Colossus of Rhodes»               | Marino                | 2:22         |
| 5.  | «The Bathhouse»                    | Reagan                | 2:02         |
| 6.  | «Death of Kratos»                  | Marino                | 4:12         |
| 7.  | «The End Begins»                   | Marino                | 1:57         |
| 8.  | «Typhon Mountain»                  | Reagan                | 3:14         |
| 9.  | «Waking the Sleeping Giant»        | Velasco               | 1:49         |
| 10. | «Battle for the Skies»             | Reagan                | 2:12         |
| 11. | «Exploring the Isle»               | Marino                | 2:19         |
| 12. | «The Isle of Creation»             | Velasco               | 3:20         |
| 13. | «The Summit of Sacrifice»          | Fish                  | 2:35         |
| 14. | «An Audience with Cronos»          | Fish                  | 2:07         |
| 15. | «The Barbarian King Returns»       | Velasco               | 2:00         |
| 16. | «Bog of Lost Souls»                | Fish                  | 2:19         |
| 17. | «Battle in the Bog»                | Reagan                | 2:00         |
| 18. | «Crossing the Lowlands»            | Marino                | 2:07         |
| 19. | «Atlas»                            | Fish                  | 3:37         |
| 20. | «Palace of the Fates»              | Fish                  | 2:46         |
| 21. | «Phoenix Rising»                   | Velasco               | 2:16         |
| 22. | «Ashen Spire»                      | Marino                | 1:06         |
| 23. | «Athena»                           | Marino                | 0:56         |
| 24. | «The Battle for Olympus»           | Marino                | 3:11         |
| 25. | «Junkie XL Colossus Remix»         | Junkie XL             | 4:24         |
| 26. | «Blood of Destiny»                 | Shadows Fall          | 2:43         |
| 27. | «God-Like»                         | George "Tragic" Doman | 2:14         |
| 28. | «Atlas Remembers» (Bonus Track)    | Marino                | 4:11         |
| 29. | «Kratos and Atropos» (Bonus Track) | Fish                  | 1:33         |
| 30. | «Pursuing Destiny» (Bonus Track)   | Velasco               | 3:36         |
| 31. | «Theme Of Fates» (Bonus Track)     | Marino                | 2:11         |

## Книга
Официальная новеллизация игры под названием God of War II, была анонсирована в июле 2009 года, вместе с новеллизацией первой God of War. Книга была написана Робертом Вардеманом и опубликована 12 февраля 2013 года в Северной Америке издательством Del Rey Books (дочерняя компания издательства Ballantine Books) и 19 февраля 2013 года в Европе издательством Titan Books. Книга доступна на бумаге, в Amazon Kindle и аудиоформате, где озвучена Питером Беркротом. Сюжет книги практически полностью повторяет сюжет игры, частично расширяя его.

## Восприятие
| Сводный рейтинг        | Сводный рейтинг               |
| Агрегатор              | Оценка                        |
| ---------------------- | ----------------------------- |
| GameRankings           | 92,68 %                       |
| Metacritic             | 93/100                        |
| Иноязычные издания     |                               |
| Издание                | Оценка                        |
| 1UP.com                | A                             |
| Eurogamer              | 9/10                          |
| Game Informer          | 9,75/10                       |
| GameSpot               | 9,2/10                        |
| GameTrailers           | 9,5/10                        |
| IGN                    | 9,7/10                        |
| Русскоязычные издания  |                               |
| Издание                | Оценка                        |
| «Игры Mail.ru»         | 9,5/10                        |
| «Страна игр»           | 9,5/10                        |
| VRgames                | 9,5/10                        |
| Награды                |                               |
| Издание                | Награда                       |
| Golden Joystick Awards | Игра года на PlayStation 2    |
| UGO                    | Игра года на PlayStation 2    |
| Complex                | Лучшая игра для PlayStation 2 |

God of War II получила признание критиков и считается одной из лучших игр на PS2. На GameRankings и на Metacritic средние оценки игры 92,68 % и 93 из 100 баллов соответственно.
Крис Ропер из IGN сказал, что игра даёт «уникальный игровой опыт». Он отметил, что игра «практически лишена» недостатков оригинала. Также Ропер похвалил геймплей, масштаб уровней и разнообразие в окружении, по сравнению с первой частью. Он сказал, что геймплей этой игры одно из самых «изысканных и утонченных впечатлений … в играх». Хотя он заметил, что боевая механика практически идентична оригиналу, он заявил, что нисколько не расстроился на этот счёт, сказав, что это «по уважительной причине, поскольку она уже была идеальной в первой части».
Кристан Рид из Eurogamer отметил, что игра стала намного лучше первой части. Он похвалил практически всё в игре: от истории до игрового процесса и саундтрека. Рид заметил, что если игроки и смогут найти какие-либо недостатки, то они будут основаны на «личном вкусе» и предпочтениях данного игрока. Алекс Наварро из GameSpot высоко оценил темп игры и головоломки и сказал, что «масштаб некоторых уровней невероятно эпичный». Он также сообщил, что история интересна, потому что она больше о том, что происходит вокруг Кратоса, чем о том, что происходит с ним. Мэтт Леоне из 1UP заметил, что самый сильный аспект игры «состоит в том, что и сюжет, и экшн в ней замечательны».
Русскоязычные издания также положительно оценили игру. Сергей Озерцов из Игры@Mail.Ru сказал, что сюжет «лишь оправдывает творящийся на экране экшен», а разработчики проделали огромную работу над ошибками после выхода первой части. Озерцов также похвалил разнообразие локаций и оружия, бои с боссами и умных противников. Обозреватель из VRgames поставил игре 9,5 баллов из 10, похвалив «безудержный» экшн, геймплей и хорошую атмосферу и графику, но сказав, что «старых монстров больше чем новых» и что это расстраивает.
В это же время, Ропер сообщил, что существует пара загадок, «которые кажутся немного недоделанными». Он подверг критике трудность разблокирования части бонусов, так как некоторые требования являются «невероятно трудными для большинства игроков». GameTrailers раскритиковали невидимые стены, говоря, что они не дают игроку никакой свободы выбора, но всё равно назвали игру отличной, отметив разнообразие оружия и графику. Наварро критиковал простоту боя, сказав, что он «все ещё склонен к затиранию кнопки». Рид же расстроился, что игра не преподнесла ничего нового в серию. Озерцов отметил, что «технически устаревшая PlayStation 2 — не лучшая платформа для игры такого размаха».
Саундтрек был положительно оценён критиками. Дейв Валентин из Square Enix Music Online оценил саундтрек на 8 из 10 баллов и сказал, что он стал более разнообразным по сравнению с первой частью. Спенс Д. из IGN также оценил саундтрек положительно.

### Награды
В 2007 году God of War II стала игрой года на PS2 на 25-й церемонии Golden Joystick Awards, а UGO назвал её «игрой года на PlayStation 2». В 2007 году на Spike Video Game Awards игра была номинантом на «лучший экшен» и «Лучший оригинальный саундтрек». В 2009 году коллектив сайт IGN назвали God of War II одной из лучших игр всех времён для PS2. В ноябре 2012 года журнал Complex назвал God of War II лучшей игрой для PS2.
God Of War 2 (PS2) получила премию BAFTA в области игр 2007 года в номинациях «Story And Character» и «Technical Achievement».

### Книги
- SIE Santa Monica Studio. God of War II. — Sony Computer Entertainment, 2007.
- Robert E. Vardeman. God of War II. — Ballantine books, 2013. — 370 с. — ISBN 9780345524751.